# Tyree Wilson
Tyree Wilson (Anchorage, Alaska; 20 de mayo de 2000) es un jugador profesional estadounidense de fútbol americano, se desempeña en la posición de defensive end en Las Vegas Raiders, en la National Football League (NFL).

## Carrera
En 2023, hizo su debut profesional con el equipo Las Vegas Raiders, donde lleva jugando dos temporadas.